# Nolana

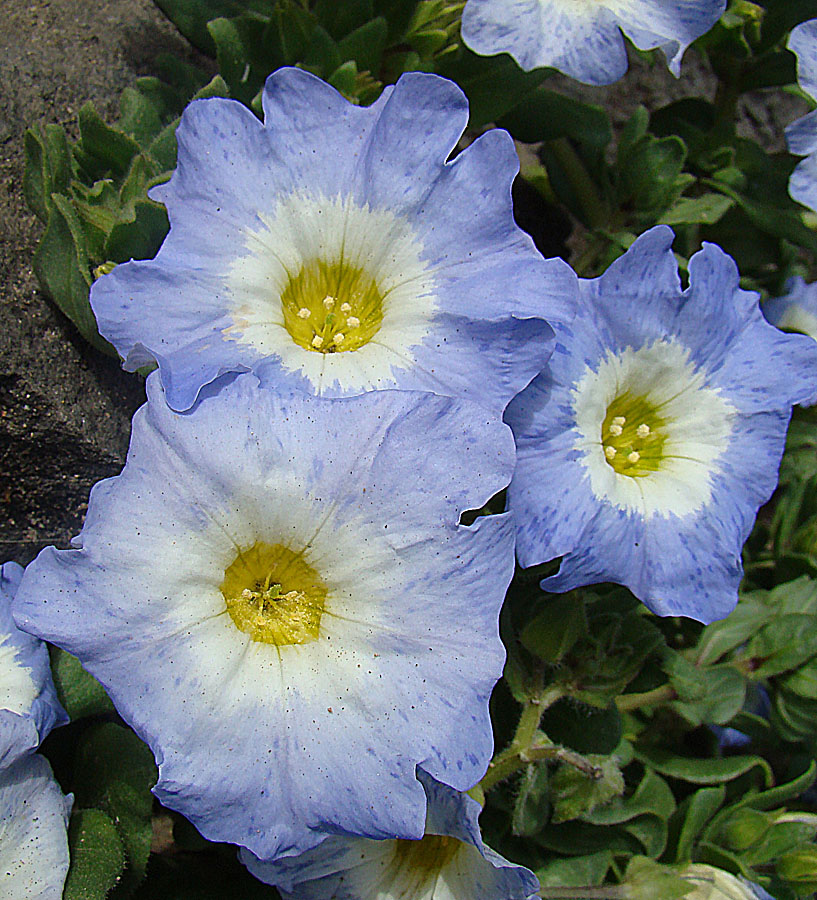
Nolana acuminata

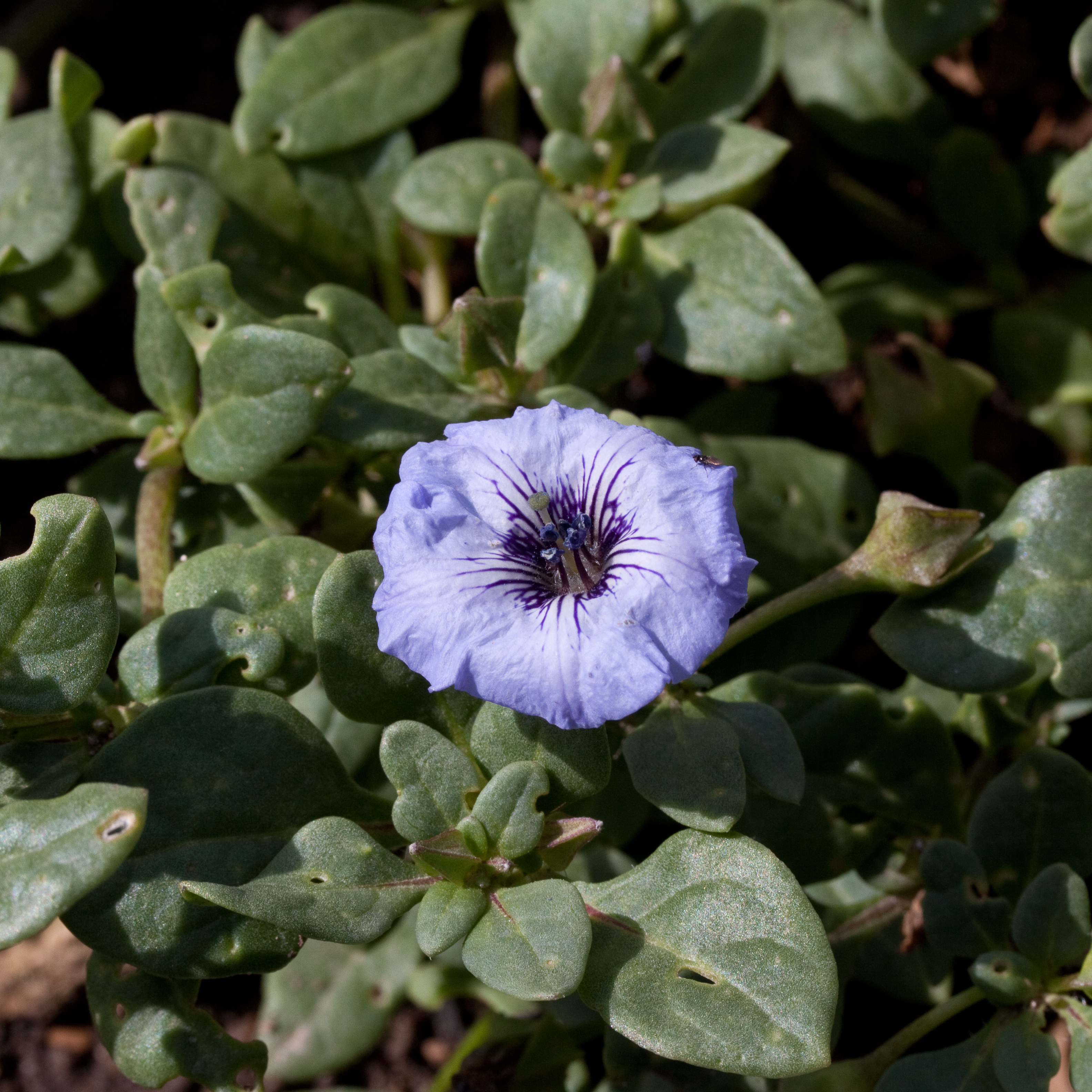
Nolana humifusa

Nolana, łęgotka (Nolana L.) – rodzaj roślin należący do rodziny psiankowatych (Solanaceae). Obejmuje 70 gatunków. Występują one w Ameryce Południowej na wybrzeżach Oceanu Spokojnego, od Wysp Galapagos poprzez wybrzeża Peru do Chile. Rośliny te rosną na terenach skalistych oraz na piaskach na wybrzeżu. 
Niektóre gatunki uprawiane są jako rośliny ozdobne, zwłaszcza nolana błękitna (N. paradoxa) o pędach płożących i przewisających uprawiana w pojemnikach.

## Morfologia
PokrójRośliny jednoroczne, byliny i półkrzewy, osiągające zwykle tylko do 25 cm wysokości, za to rozrastające się wszerz.
LiścieSkrętoległe, często gruboszowate, czasem sztywno owłosione lub wrzosowate.
KwiatyWyrastają pojedynczo lub w grupach w kątach liści. Działki kielicha w liczbie 5 zrośnięte w rurkę. Płatki korony w liczbie 5 zrośnięte na kształt dzwonka o średnicy 2–4 cm. Barwy niebieskiej lub purpurowej, z żółtą lub białą gardzielą. Pręcików jest 5, przy czym 3 są dłuższe od pozostałych. Zalążnia górna, pięciokomorowa, z pojedynczymi lub licznymi zalążkami. Słupek jeden, wyrastający z nasady zalążni, zwieńczony główkowatym znamieniem.
OwoceRozłupnia (wyjątek wśród psiankowatych).

## Systematyka
Rodzaj z podrodziny Solanoideae z rodziny psiankowatych (Solanaceae). Ze względu na specyficzną budowę słupkowia, zalążni i w konsekwencji owoców – rodzaj wyodrębniany był w rodzinę łęgotkowatych Nolanaceae. Badania molekularne wykazały jednak, że jest zagnieżdżony w psiankowatych.
Wykaz gatunków
- Nolana acuminata (Miers) Dunal
- Nolana adansonii (Schult.) I.M.Johnst.
- Nolana aenigma M.O.Dillon, S.Leiva & Quip.
- Nolana albescens (Phil.) I.M.Johnst.
- Nolana aplocaryoides (Gaudich.) I.M.Johnst.
- Nolana arenicola I.M.Johnst.
- Nolana arequipensis M.O.Dillon & Quip.
- Nolana baccata (Lindl.) Dunal
- Nolana balsamiflua (Gaudich.) Mesa
- Nolana bombonensis Quip. & M.O.Dillon
- Nolana callae Quip. & M.O.Dillon
- Nolana carnosa (Lindl.) Miers ex Dunal
- Nolana chancoana M.O.Dillon & Quip.
- Nolana chapiensis M.O.Dillon & Quip.
- Nolana clivicola (I.M.Johnst.) I.M.Johnst.
- Nolana coelestis (Lindl.) Miers ex Dunal
- Nolana confinis (I.M.Johnst.) I.M.Johnst.
- Nolana crassulifolia Kunze ex Walp.
- Nolana deflexa (I.M.Johnst.) I.M.Johnst.
- Nolana dianae M.O.Dillon
- Nolana divaricata (Lindl.) I.M.Johnst.
- Nolana elegans (Phil.) Reiche
- Nolana filifolia (Hook. & Arn.) I.M.Johnst.
- Nolana flaccida (Phil.) I.M.Johnst.
- Nolana foliosa (Phil.) I.M.Johnst.
- Nolana galapagensis (Christoph.) I.M.Johnst.
- Nolana gayana (Gaudich.) I.M.Johnst.
- Nolana glauca (I.M.Johnst.) I.M.Johnst.
- Nolana gracillima (I.M.Johnst.) I.M.Johnst.
- Nolana humifusa (Gouan) I.M.Johnst.
- Nolana incana (Phil.) I.M.Johnst.
- Nolana inconspicua (I.M.Johnst.) I.M.Johnst.
- Nolana inflata Ruiz & Pav.
- Nolana intonsa I.M.Johnst.
- Nolana jaffuelii I.M.Johnst.
- Nolana lachimbensis M.O.Dillon & Luebert
- Nolana latipes I.M.Johnst.
- Nolana laxa (Miers) I.M.Johnst.
- Nolana leptophylla (Miers) I.M.Johnst.
- Nolana lezamae M.O.Dillon, S.Leiva & Quip.
- Nolana linearifolia Phil.
- Nolana lycioides I.M.Johnst.
- Nolana mariarosae Ferreyra
- Nolana mollis (Phil.) I.M.Johnst.
- Nolana onoana M.O.Dillon & M.Nakaz.
- Nolana paradoxa Lindl. – nolana błękitna
- Nolana parviflora (Phil.) Phil.
- Nolana patachensis J.Hepp & M.O.Dillon
- Nolana peruviana (Gaudich.) I.M.Johnst.
- Nolana philippiana M.O.Dillon & Luebert
- Nolana platyphylla (I.M.Johnst.) I.M.Johnst.
- Nolana polymorpha Gaudich.
- Nolana pterocarpa Phil. ex Wettst.
- Nolana quicachaensis Quip. & M.O.Dillon
- Nolana ramosissima I.M.Johnst.
- Nolana reichei M.O.Dillon & Arancio
- Nolana rhombifolia Martic. & Quezada
- Nolana rostrata (Lindl.) Miers ex Dunal
- Nolana rupicola Gaudich.
- Nolana salsoloides (Lindl.) I.M.Johnst.
- Nolana scaposa Ferreyra
- Nolana sedifolia Poepp.
- Nolana sessiliflora Phil.
- Nolana sphaerophylla (Phil.) Mesa ex M.O.Dillon
- Nolana stenophylla I.M.Johnst.
- Nolana tarapacana (Phil.) I.M.Johnst.
- Nolana tocopillensis (I.M.Johnst.) I.M.Johnst.
- Nolana tricotiflora Quip. & M.O.Dillon
- Nolana villosa (Phil.) I.M.Johnst.
- Nolana werdermannii I.M.Johnst.